# Архиепархия Лилонгве
Архиепархия Лилонгве (лат. Archidioecesis Lilongvensis) — архиепархия Римско-католической церкви с центром в городе Лилонгве, Малави. В митрополию Лилонгве входят епархии Дедзы, Каронги, Мзузу.

## История
31 июля 1889 года Святой Престол учредил апостольскую префектуру Ньясы, выделив её из апостольского викариата Танганьики (сегодня — епархия Кигомы).
12 февраля 1897 года апостольская префектура Ньясы была преобразована в апостольский викариат.
В следующие годы апостольский викариат Ньясы передал часть своей территории для образования новых церковных структур:
- 3 декабря 1903 года — апостольской префектуре Шире (сегодня — архиепархия Блантайра);
- 28 января 1913 года — апостольскому викариату Бангвеулу (сегодня — архиепархия Касамы);
- 26 мая 1933 года — миссии sui iuris Луангвы (сегодня — епархия Мпики);
- 1 июля 1937 года — апостольской префектуре Форт-Джеймсона (сегодня — епархия Чипаты) и в то же время включена часть территории, которая принадлежала к миссии sui iuris Луангвы;
- 8 мая 1947 года — апостольской префектуре Северной Ньясы (сегодня — епархия Мзузу).

12 июля 1951 года апостольский викариат Ньясы был переименован в апостольский викариат Ликуни.
29 апреля 1956 года апостольский викариат Ликуни передал часть своей территории для образования апостольского викариата Дедзы (сегодня — епархия Дедзы).
20 июня 1958 года название снова изменилось на апостольский викариат Лилонгве.
25 апреля 1959 года Папа Римский Иоанн XXIII издал буллу «Cum christiana fides», которой преобразовал апостольский викариат Лилонгве в епархию. Первоначально епархия Лилонгве являлась суффраганной по отношению к архиепархии Блантайра.
9 февраля 2011 года Папа Римский Бенедикт XVI издал буллу «Quotiescumque Evangelii», которой возвёл епархию Лилонгве в ранг архиепархии-митрополии.

## Ординарии архиепархии
- епископ Joseph-Marie-Stanislas Dupont, M.Afr.[1] (12.02.1897 — 28.02.1911);
- епископ Mathurin Guillemé, M.Afr. (24.02.1911 — 27.06.1934);
- епископ Joseph Ansgarius Julien, M.Afr. (10.12.1934 — 1951);
- епископ Joseph Fady, M.Afr. (10.07.1951 — 6.05.1972);
- епископ Patrick Augustine Kalilombe, M.Afr. (6.05.1972 — 20.12.1979);
- епископ Matthias A. Chimole (20.12.1979 — 11.11.1994);
- епископ Tarcisius Gervazio Ziyaye (11.11.1994 — 23.01.2001), назначен архиепископом Блантайра;
- епископ Felix Eugenio Mkhori (23.01.2001 — 4.07.2007);
- архиепископ Rémi Joseph Gustave Sainte-Marie, M.Afr. (4.07.2007 — 3.07.2013);
- архиепископ Tarcisius Gervazio Ziyaye (с 3 июля 2013 года).